# Tage des Sturms
Tage des Sturms ist ein deutscher Fernsehfilm aus dem Jahre 2003. Der Film wurde vom MDR produziert und hatte am 7. Mai 2003 seine Erstaufführung im Ersten Programm der ARD. Er behandelt anhand eines fiktiven Familienschicksals die Geschehnisse um den Volksaufstand vom 17. Juni 1953 in der DDR.

## Handlung
Hartmut Brücken arbeitet in den Bitterfelder Chemiewerken als Industriemeister, seine Frau Claudia bei der Deutschen Reichsbahn. Brücken erhält ein Arbeitsangebot inklusive neuer Wohnung in der mecklenburgischen Provinz, doch seine Frau möchte dort nicht hin. Der Ehestreit wird am 17. Juni 1953 durch die Arbeiterproteste in Berlin unterbrochen. Die Streiks weiten sich auf Bitterfeld aus, wo Brücken sich in der Streikleitung engagiert und bei einer Kundgebung eine Rede hält. Auch Claudias Vater Alfred Mannschatz, der vor 1933 noch SPD-Mitglied war, gerät in Streit mit seinem Freund Bruno Pfefferkorn, dem Stasi-Leiter in Bitterfeld. Sie waren bei den Märzunruhen 1921 Kampfgefährten gewesen, Pfefferkorn hatte Mannschatz sogar vor dem Ertrinken gerettet. Aber ehemalige SPD-Mitglieder haben in der SED eben nicht das Ansehen, wie jene, die aus der KPD kamen. Als Mannschatz Kritik äußert, wird er aus der SED geworfen.
Im Laufe des Tages beenden schließlich sowjetische Panzer den Protest der Arbeiter. Hartmut Brücken muss fliehen. Er verabschiedet sich von Claudia und entkommt seinen Häschern nach Westdeutschland. Die schwangere Claudia bleibt zurück und wird verhaftet. Sie war von ihrem Fahrdienstleiter auf dem Bahnhof denunziert worden, der gesehen hatte, wie sie Reste von abgerissenen Plakaten in den Papierkorb warf. Sie hatte die Plakate aber gar nicht abgerissen. Die SED gewinnt die Kontrolle zurück, die Aufständischen werden zu langen Haftstrafen verurteilt, Claudia zu drei Jahren. Die Freundschaft zwischen Alfred Mannschatz und Bruno Pfefferkorn ist zerbrochen.

## Hintergrund
Der Leipziger Schriftsteller Erich Loest recherchierte für diesen Film die Ereignisse vom 17. Juni 1953 im mitteldeutschen Raum und schrieb das Drehbuch gemeinsam mit dem Produzenten Hans-Werner Honert. Regisseur Thomas Freundner hatte bereits 1992 den Dokumentarfilm Sehnsucht nach Bitterfeld über die dortigen Geschehnisse nach der deutschen Wiedervereinigung gedreht. Die Dreharbeiten zu Tage des Sturms fanden vom 24. Juli bis 31. August 2002 in Beuthen, Gleiwitz und bei Breslau in Polen statt.

## Kritik
„Konventionell gestaltetes (Fernseh-)Drama, das, sich betont populär gebend, private [sic] Schicksal vor zeitgeschichtliche Relevanz setzt. Einigen verwirrend und inkonsequent konzipierten Figuren steht die Figur eines von Hans Peter Hallwachs sehr differenziert und vielschichtig gespielten Stasi-Mannes gegenüber, der eine allzu grobe Schwarz-weiß-Zeichnung in der Gegenüberstellung der Guten und der Bösen verhindert.“